# Pteromicra pleuralis
Pteromicra pleuralis är en tvåvingeart som först beskrevs av Cresson 1920.  Pteromicra pleuralis ingår i släktet Pteromicra och familjen kärrflugor. Inga underarter finns listade i Catalogue of Life.